# Церковь Казанской иконы Божией Матери (Лакинск)
Церковь Казанской иконы Божией Матери (Казанская церковь) — православный храм в городе Лакинске Собинского района Владимирской области. Относится к Собинскому благочинию Владимирской епархии Русской православной церкви.

## История
В 1693 году усердием помещика, стольника Петра Головина в Ундоле была построена Казанская церковь. Место для возведения храма, по местному преданию, было избрано самою Богородицей. Дважды являлась Казанская икона Божией Матери у источника. Рядом с источником и решено было заложить новый каменный храм.
В 1780-е годы владелец села Ундол полководец Александр Суворов пристроил к храму тёплый придел преподобного Сергия Радонежского. В 1859 году на церковные средства были пристроены тёплая трапеза с престолом святителя и чудотворца Николая и колокольня. В 1870 году также на церковные средства церковь и колокольня обнесены каменной оградой.
В советские времена храм закрыли и осквернили: приспособили под авторемонтную мастерскую. Не сохранилось дореволюционное внутреннее убранство храма.
Казанскую церковь реставрировали в 1990-е годы.